# Sapajus xanthosternos
El capuchino de pecho amarillo (Sapajus xanthosternos) es una de las especies de primate americano en  peligro de extinción. Sólo existen unos 300 ejemplares en un reducto boscoso del norte de Brasil.[cita requerida]